# Vernon Kay
Vernon Kay (ur. 28 kwietnia 1974 w Bolton) – angielski prezenter telewizyjny i radiowy.
W 2000 roku rozpoczął karierę w telewizji, prowadząc liczne programy rozrywkowe, m.in. Family Fortunes, T4, Skating with the Stars oraz Just the Two of Us. W latach 2006–2012 Vernon Kay prowadził cotygodniową sobotnią audycję w BBC Radio 1.